# Japánban történt légi közlekedési balesetek listája
A Japánban történt légi közlekedési balesetek listája mind a halálos áldozattal járó, mind pedig a kisebb balesetek, meghibásodások miatt történt, gyakran csak az adott légiforgalmi járművet érintő baleseteket is tartalmazza évenkénti bontásban.

## Japánban történt légi közlekedési balesetek

### 1977
- 1980. április 18. A Philippines Airlines Douglas DC-8-as típusú repülőgépe leszállás közben túlfutott a kifutópályán. A balesetben nem vesztette életét senki.

### 1994
- 1994. december 11., Okinava prefektúra. A  Philippines Airlines légitársaság Boeing 747-200B típusú járatán bomba robbant a japán üzletember, Haruki Ikegami ülése alatt. A merényletben egy fő vesztette életét. A gépen tartózkodó személyzet és 293 fő utas, Haruki kivételével túlélte az esetet.[1]

### 2009
- 2009. március 23., Narita Nemzetközi Repülőtér, Tokió. Lezuhant az amerikai FedEx MD-11-es típusú szállító repülőgépe. A kétfős személyzet a kórházban életét vesztette.[2]

### 2010
- 2010. szeptember 26., Jakushima város közelében. Az Aero Asahi vállalat JA 9635 lajstromjelű Airbus Helicopters AS332L1 típusú helikoptere a rossz látási viszonyok miatt lezuhant. A balesetben 2 fő vesztette életét.[3][4]

### 2015
- 2015. március 6. 10:51 körül a Japán Nyári Idő szerint, Kihoku. A Shin Nihon Helicopter vállalat JA6741 lajstromjelű Airbus Helicopters AS332L1 típusú helikoptere külső felfüggesztéses teher szállítása közben légvezetékekkel ütközött. A gép pilótája és a fedélzetmester életét vesztette.[5]
- 2015. október 8 10:35 és 10:40 közt a Japán Nyári Idő szerint, Takahama város közelében. A Nakanihon légiforgalmi társaság JA9660 lajstromjelű Airbus Helicopters AS332L típusú helikoptere szállítási feladatok közben rakományának egy részét elhagyta az erős széllökések miatt. A balesetben nem sérült meg senki.[6]

### 2016
- 2016. december 13., Nago, Okinava prefektúra. Az Amerikai Egyesült Államok Légierejének egyik MV-22 Osprey típusú konvertiplán repülőgépe a tengerbe zuhant. A gépen tartózkodó 5 fő személyzet tagjai közül kettő fő szenvedett könnyebb sérüléseket, míg a többiek sérülések nélkül megúszták az esetet.[7]

### 2017
- 2017. november 8., Ueno, Gunma prefektúra. A Toho Air Service légiforgalmi társaság JA9672 lajstromjelű Airbus Helicopters AS332L Super Puma típusú helikoptere hídnak csapódott és kigyulladt. A balesetben 4 fő vesztette életét.[8]